# 落語研究会 (落語会)
落語研究会（らくごけんきゅうかい）は、落語の興行の名の一つである。1905年から現在まで継続している。純粋な商業目的でなく、理念を追求する運動体としての一面を持つ。
その理念の高邁さから、落語家たちにとって、出演することがステータスの一つになっている。通常、寄席や余興（営業）では、落語のほかにいくつか色物が添えられることが多いが、第2次以降の落語研究会ではそのようなことはなく、落語家1人1人の出演時間もたっぷりととっている。客にとっては、落語をじっくり聞くことができる恰好の場となっている。

## 第1次
1905年 - 1923年
- 発起人
  - 初代三遊亭圓左
  - 4代目橘家圓喬
  - 3代目柳家小さん
  - 4代目橘家圓蔵
  - 初代三遊亭圓右
  - 2代目三遊亭小圓朝

小さん以外全員三遊派。
- 顧問（入会審査資格あり）
  - 今村次郎[1]
  - 岡鬼太郎[2]

参加者は厳格な選抜方式を採用した。上記8人の全員賛成でない限り、落語家の新規入会は認められなかった。たとえそれが発起人の子孫であってもである。初代圓右は息子を入れようとしたが反対された。
- 準幹部
  - 2代目柳家つばめ
  - 初代柳家小せん　
  - 4代目古今亭志ん生
  - 3代目蝶花楼馬楽
  - 8代目桂文治
  - 2代目三遊亭金馬
  - 3代目三遊亭圓馬
- 顧問（上記以外）
  - 森暁紅[3]
  - 石谷華堤[4]
- 主事
  - 今村信雄[5]
- 会の趣旨
  - 落語の研究
  - 後進の養成
  - 寄席の改良
- 旗揚げ
  - 1905年3月、日本橋区日本橋萬町[6]・常盤木倶楽部
- 会場
  - 日本橋萬町・常盤木倶楽部
  - 茅場町・宮松亭[7]
- 活動停止
  - 1923年

関東大震災による。
- 著書
  - 『落語名作揃』
- エピソード
  - 当時、初代三遊亭圓遊（鼻の圓遊、ステテコの圓遊）に代表される珍芸が一世を風靡していた。同じ三遊派の圓左は、この状況を憂い、落語のあるべき姿を示すために行動したものである。もともとは三遊派内部の路線対立である。そして落語が（単なる娯楽でなく）普遍的芸術となるきっかけを作った。
  - 第1回には、当の圓遊にも出演を依頼した。しかし圓遊は（無料出演が条件と勘違いして）会を抜いた。圓遊は新聞で批判された。謝罪して出演は実現したが、会の客にはまったく受け入れられなかった（圓遊を批判する会なのだから当然であろう）。圓遊の人気凋落のきっかけとなった。
  - もともと落語家に袴の着用はタブーだった。講談や浪曲と違って落語の材料は市井坊間の物が多いのだから、落語家は袴などをつけない方がいいという（講談は一流芸、落語は（袴を付けられない）二流芸とする）考えが当時まであったからである。この会はもともと珍芸＝行儀の悪い芸を批判する会であり、参加者が率先して落語家の手本を見せようということで、全員に袴の着用が義務付けられた。これが、落語家が袴を常用する直接のきっかけとなった。
  - 会の趣旨に「寄席の改良」を挙げている。珍芸を客が呼べるからといって寄席が重用することを批判していること、および既存の寄席とは競合関係になることから、寄席はこの会に敵対的だったが、この会の成功を見て態度を変えた。のちには開催のための会場も貸し出した。
  - 初代柳家つばめは出演のオファーがあったが「ナニ、落語を研究する会? 俺の落語は研究ずみだよ! いまさら研究でもあるまい」とコメントし、参加しなかった。代わりに3代目柳亭燕路、3代目春風亭柳朝らと共に別の研究会「昔噺洗濯会」を創設、1906年1月7日から下谷広小路鈴本亭で第1回を開き、後進の指導に努めた。

## 第2次
1928年3月11日 - 1944年3月
- 全179回開催
- 旗揚げ
  - 1928年3月11日、茅場町・宮松亭
- 会場
  - 日本橋茅場町・宮松亭（第1回）
  - 神田須田町、立花亭（第2回 - ）
  - 東宝小劇場（中断からの再開（1935年9月 - ））
  - 日本橋浜町・日本橋倶楽部（1938年12月 - ）
- 活動停止は太平洋戦争による
- 発起人
  - 5代目三遊亭圓生
  - 6代目林家正蔵
  - 8代目桂文治
  - 4代目柳家小さん
  - 8代目桂文楽
  - 6代目春風亭柳橋
  - 6代目三遊亭圓生
- 顧問
  - 今村次郎[1]
  - 岡鬼太郎[2]
  - 森暁紅[3]
  - 石谷華堤[4]
- 主事
  - 今村信雄

- 第1次の継承。運営体制、理念、システムは同じ
- 第41回（1931年11月22日、神田須田町、立花亭）をNHKラジオが中継した。立花亭は寄席だったので、（スタジオ収録でない）寄席の中継放送が歴史上初めて行われた瞬間でもある。ちなみに当時はすべて生放送である。NHK文芸課長久保田万太郎の手による番組であった。
- 1935年、会場を東宝小劇場に変更した。ところが、落語家たちが出演をボイコットした。1934年、東宝が東宝名人会を開始し、トップの落語家たちを引き抜いたことで、東京の落語界が東宝をボイコットしたという事件が起こった。対立は続いており、落語研究会自体は東宝と関係ないのに、会場が東宝だから出演できないという理由であった。僅かな中断を経て、東宝系の落語家のみ出演することになった。1936年、既存の寄席と東宝が和解し、ようやく正常化することになった。

## 第3次
1946年2月3日 - 1946年8月
- 旗揚げ
  - 1946年2月3日 社団法人生命保険協会講堂

- 会長　久保田万太郎
- 顧問
  - 渋沢秀雄[8]
  - 遠藤為春[9]
- 参与
  - 正岡容
  - 安藤鶴夫
- 発起人
  - 8代目桂文治
  - 4代目柳家小さん
  - 8代目桂文楽　第二次発起人
  - 2代目三遊亭円歌
  - 3代目三遊亭金馬
  - 初代柳家権太楼
  - 2代目桂小文治
  - 5代目柳亭左楽
  - 5代目春風亭柳好
- 幹事
  - 林家彦六
  - 5代目古今亭今輔

- 「第三次落語研究会は、第一次や第二次の時のように、一部有志の集合でなく、全落語家の結束であります」（第一回プログラム）
- 幹部落語家（＝一部有志？）の合議による選抜を廃止した。

## 第4次
1948年 - 1958年
- 全115回開催
- 旗揚げ
  - 1948年10月9日 千代田生命ビル[10]七階講堂
- 会場
  - 千代田生命ビル
  - 神田須田町　立花　（1954年廃業）
  - 東京ヴィデオ・ホール（1954年12月 - ）[11]
- 最終興行
  - 1958年4月19日
- 発起人
  - 林家彦六
  - 6代目春風亭柳橋
  - 8代目桂文楽
  - 5代目古今亭志ん生
  - 3代目三遊亭金馬
  - 2代目三遊亭円歌
  - 6代目三遊亭圓生
- 賛助会員
  - 7代目林家正蔵
  - 5代目柳亭左楽
  - 8代目桂文治
  - 2代目桂小文治
  - 6代目三升家小勝
  - 3代目桂三木助
  - 初代柳家権太楼
  - 5代目古今亭今輔
  - 3代目三遊亭小圓朝
  - 8代目三笑亭可楽
  - 5代目春風亭柳好
  - 8代目春風亭柳枝
- 主事
  - 今村信雄
- 解散の理由
  - 発起人の中に、ギャラが安すぎるという理由で出演拒否する者が現れ、金銭関係で内部で衝突がおこったため。

## 第5次
1968年 - 
別名　TBS落語研究会
- 旗揚げ
  - 1968年3月14日

現在も継続。2018年6月に600回を迎えた。
- 会場
  - よみうり大手町ホール（読売新聞ビル内）
  - 国立劇場建て替えのため2023年11月から中央区立日本橋公会堂で行っているが改修などで24年6月より変更
- 主催
  - TBSテレビ

第四次までと異なり、落語家は運営に一切タッチしない。純粋に出演者としての参加である。
- 運営
  - 前の落語研究会と違い、番組（下記）を収録するためのイベントである。客は有料入場であるが、万が一不入りでもただちに存続にかかわるようなことはない。
  - 東宝演芸場の「落語勉強会」（1959年 - ）とは別もの。
  - 通常寄席では、落語家はあらかじめネタを決めない。その日の客の雰囲気によってその場で決める。反面、放送の収録（やレコードの吹き込み）は放送局（レコード会社）がネタを決定し、出演交渉の際にそれを通告する。TBS落語研究会もそれを踏襲している。局側としては、高いハードルを設定することで落語家を育てることもできる。桂歌丸が、本来レパートリーになかった三遊亭圓朝噺の第一人者になったのは、このようにして鍛えられたからである。
  - 勃興期
    - レギュラーメンバーを特に固定しないが、当然、TBSの専属落語家（8代目文楽、6代目圓生、彦六、4代目圓遊、5代目小さん）が出演の主力になる。この落語家たちはそのまま昭和の古典落語のベストメンバーといってよい。開局時に専属落語家を選定した出口一雄の功績である。
    - 8代目桂文楽の、伝説となった最後の高座は、この会の第42回である。

  - その後
    - 文楽亡きあとは、6代目圓生、5代目小さんがほぼ全回、それも主任を務め、古典落語の孤塁を守った。また若手（3代目古今亭志ん朝、7代目立川談志、5代目三遊亭圓楽、8代目柳家小三治ら）がフル稼働し、落語界の流れを決定づけた。
    - 現在も、その成り立ちや放映番組の格式高さから、「ホール落語」の中では一目置かれるものとなっている。
    - コロナ禍による感染予防のため、2020年3月・6月・7月・8月の公演は無観客収録となり、4月・5月は収録（開催）中止となった[12]。
    - 長井好弘によるパンフレットの文章「当世噺家気質（とうせいはなしかかたぎ）」は2003年3月から掲載されている[12]。
- チケット
  - 御定連席券（年間指定席、年一回発売）
  - 当日券（当日17:30から発売）

第470回と第471回の前売り券が、ヤフーオークションに流出した。TBSテレビは事態を重く見て、絶対にこのような事態が起こらないように、2007年10月（第472回）より「しばらくは」（何時までかは不明）前売り券の発売を完全に停止する。
当日券は行列を作って入手する。枚数は少なく、早い時間帯で購入希望者が殺到する。
- DVD
  - 『落語研究会 古今亭志ん朝 全集 上』 ソニー・ミュージックダイレクト MHBL-53～60
  - 『落語研究会 古今亭志ん朝 全集 下』 ソニー・ミュージックダイレクト MHBL-99～106（2008年10月1日発売）
  - 『落語研究会 柳家小三治全集』 小学館 ISBN 978-4-09-480304-4 本人によるビデオメッセージ
  - 『落語研究会 八代目 桂文楽全集』 竹書房 TSDS-75523
  - 『落語研究会 六代目 三遊亭圓生 全集 上』 ソニー・ミュージックダイレクト（2009年9月2日発売予定）
  - 『落語研究会 六代目 三遊亭圓生 全集 下』 ソニー・ミュージックダイレクト（2010年3月発売予定）
- 著書
  - 『とことん楽しむ落語のすべて』 ISBN 978-4537019841（1999年、日本文芸社）

### 放送
地上波のTBSテレビ、BS-TBS、CS・TBSチャンネル1・2で放送されている。地上波・BS：1席 - 2席（1時間版）、CS：2席 - 4席（2時間版）と、それぞれの内容および構成は若干異なる。また、U-NEXTでも2時間版が配信されている（アーカイブは1年程度残る）。

#### 落語研究会
- 東京落語界の第一線にある落語家が出演（年に数回、上方の落語家も出演）する国立劇場での収録映像と、解説部分で構成される。
- 解説は宮信明（京都芸術大准教授、2024年10月～）、聞き手は赤荻歩（TBSアナウンサー）。
  - 解説は、榎本滋民の後を引き継いで2024年9月までは京須偕充が務めた。
  - 地上波2025年1月19日放送分では、小原正也（柳家喬太郎の本名）がスーツ姿で登場、柳家喬太郎「拾い犬」を解説した。
  - 2012年9月までは竹内香苗（当時TBSアナウンサー）、2022年4月まで[13]は長岡杏子（当時TBSアナウンサー）、長岡が産休に入った2015年1月からは外山惠理（TBSアナウンサー）が聞き手を担当した。
- 落語が始まる前の、会場内の静まりかえった様子から放送するのが特徴。出囃子の曲名も表示される。
- 収録から放送まではだいぶ時間を置いていて、現在はおおよそ1年前の落語研究会で収録された高座を放送している。
  - 地上波
    - 放送は原則として毎月第3日曜午前4時～5時 ※関東地区

  - BS
    - 放送は毎月1回深夜3時～4時
    - 年始に初席として、過去の高座をまとめて再放送する特番が放送される。解説部分のゲストに落語家などを招き、通常とは異なる華やかな空気となる。

  - CS1
    - 放送は原則として毎月第1土曜午前7時～9時

  - CS2
    - 放送は毎週日曜午前7時～9時

#### 落語特選会
- CS2で、毎週日曜午前6時～7時に放送。
- 前述のテレビ番組「落語研究会」は、昭和中期から平成初期には番組名が異なり「落語特選会」というタイトルだった。文楽・円生・小さん…　落語研究会における伝説的な高座が次々収録・放送された。この番組はその再放送である。解説：榎本滋民、聞き手：山本文郎（当時TBSアナウンサー）。解説部分は当時放送されたそのままのものを使用している。

#### 小噺研究会 赤坂亭
- 2017年～2023年にかけて、落語研究会の公式サイト上で出された「お題」に対しての答えを視聴者がオンラインで投稿、若手落語家が良い悪いを判定するオンライン上での大喜利。後期はTVerからの投稿となっていた。落語研究会の番組中では放送されていない[14]。

- シネマ落語 落語研究会 昭和の名人　2010年から数回、映画館でも過去の出演者の映像を上映していた。
- 落語研究会ぷち（BS・CS）
  - これから伸びる若手真打・二つ目の高座を中心にとりあげる。解説：柳家喬太郎、聞き手：土井敏之（TBSアナウンサー）。
  - 放送時間は毎月第2日曜日の翌日未明0:00 - 0:30ほか。2008年で終了。

## 歴代番組制作スタッフ
- 技術・美術：TBS ACT（吸収合併前 技術：東通、美術：アックス ／ 落語特選会時代の技術は千代田ビデオが担当）
- 制作担当 (落語特選会時代を含む)：居作昌果、桂邦彦、白井良幹、磯山晶、内藤宏之、中川通成、酒井祐輔、小野明 ／ 吉田宏、今野徹、坂田政度、花土昌紀、斉藤嘉久、若木裕介
- 制作協力：イースト（旧 イースト → イースト・エンタテインメント → E&W → EAST）
- 制作：TBSテレビコンテンツ制作局
- 製作著作：TBS